# Homaranisme

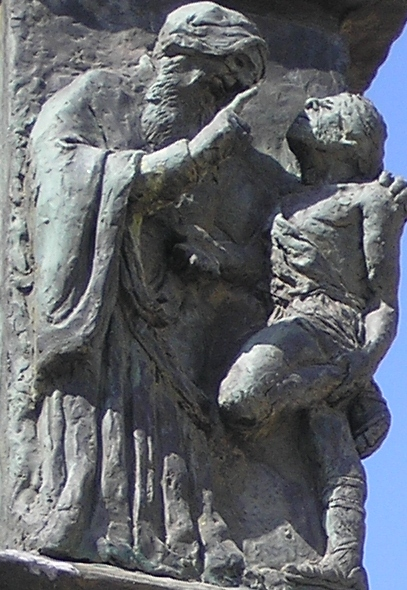
L'ensenyament de Hil·lel. Relleu de la Menorà de la Kneset, per Benno Elkan, 1956.

Homaranisme (term en esperanto, traduït en altres idiomes com l'anglès com a "humanitism") és la seva interpretació que Ludwik Zamenhof feu de la religió i la filosofia jueva anomenada hil·lelisme, sustentada en un ideari pacifista, humanista i cosmopolita, explicada en la Deklaracio pri homaranismo. Amb aquest nom pretenia eliminar la part del judaisme i neutralitzar al màxim el concepte, segons el model d'una llengua i una religió humana neutrals, però aquest segon projecte en realitat mai no va tenir èxit.

## Filosofia
Juntament amb l'esperanto com a llengua d'intercomunicació, Zamenhof va difondre la ideologia quasi-religiosa del homaranisme (que significa aproximadament, amor als homes i a la humanitat) de l'esperanto. Aquesta idea difosa amb passió es basa en un pensament liberal i humanista i en els principis i les ensenyances del rabí Hil·lel el Vell, per exemple en la idea que tota la humanitat és una família, que ha de recuperar el camí cap a la seva identitat; o la idea que totes les religions del món tenen un origen comú, per la qual cosa podrien fer-se convergir.

## Esperanto i homaranisme
Segons Zamenhof, l'esperanto és només un dels pilars del homaranisme, pel qual les persones de diferents pobles, cultures i credos, es podran aproximar sense barreres lingüístiques. Tanmateix, malgrat haver ideat el concepte el 1901, no el publicarà amb el seu nom autèntic (havia publicat sota pseudònim en diverses revistes esperantistes de l'època) fins que abandona oficialment la representació dels esperantistes i dedica els seus darrers anys a difondre obertament aquesta mena de religió universal. Una de les principals promotores de l'homaranisme va ser precisament Lidia Zamenhof, la filla més jove de l'iniciador de la llengua auxiliar internacional.
Alguns parlants d'esperanto veuen interessant aquesta idea i l'interpreten de diverses maneres, però d'un altre costat, molts parlants no semblen capaços de treure molta inspiració de l'amor a la humanitat a la manera de Zamenhof. L'esperanto no promociona cap religió.